# 東明工業
東明工業株式会社（とうめいこうぎょう、英: Tohmei Industries Co., Ltd.）は愛知県知多市に本社を置く企業である。

## 概要
航空宇宙事業部とシステム製品事業部、ロジスティクス事業部があり航空機事業部では主に航空機、ヘリコプターやH-IIAロケットなど宇宙機器の構造組立などを行っている。
また、システム製品事業部では航空機製造に関わる治具や自動車、航空機、新幹線、船舶などの試験機を製造しており、ロジスティクス事業部は総合物流事業を行っている。

## 沿革
- 1965年5月 - 「睦工業株式会社」として設立[2]。
- 1973年 - 「東明工業株式会社」に商号を変更[2]。
- 1990年 - 設計技術部門を分社独立し、トレメックス株式会社（現・東明エンジニアリング株式会社）を設立[2]。
- 2001年 - 航空機部門がISO9001：2000およびJIS Q 9001：2000認証取得を取得[2]。
- 2005年 - JIS Q 9100：2004認証を取得[2]。
- 2007年 - JIS Q 9100：2004拡大認証を取得[2]。
- 2008年 - 愛知ブランド企業の認定を受ける[2]。
- 2009年 - 航空機事業部（現・航空宇宙事業部）がJIS Q 27001：2006認証を取得[2]。
- 2010年 - 株式会社ピーエヌシーと資本提携を締結[2]。
- 2011年 - 茨木工業株式会社と資本提携を締結[2]。
- 2013年 - Nadcap認証を取得[2]。
- 2017年 - 加藤鉄工株式会社と資本業務提携を締結[2]。
- 2018年
  - 4月 - 株式会社ピーエヌシーと茨木工業株式会社が合併し、TIP composite株式会社となる[3]。
  - 7月 - ラーメン店「らーめん鱗」を運営する株式会社アスタイルを買収し、外食産業に参入[4]。
- 2019年 - 同業のヒューマン・リソース・ジャパン・ホールディングスを買収[5]。
- 2022年 - 株式会社ハイテックシステムズと資本業務提携を締結[2]。
- 2022年
  - クオリテック株式会社と資本業務提携を締結[2]。
  - TIP composite株式会社が株式会社ジーエイチクラフトと資本業務提携を締結[2]。
- 2025年 - 日本電計株式会社の子会社である株式会社エイリイ・エンジニアリングを買収[6]。

## 事業所
- 知多工場（愛知県知多市）[7]
- 名古屋工場（愛知県愛知郡東郷町）[7]
- 知立工場（愛知県知立市）[7]
- 弥富物流センター（愛知県弥富市）[7]
- 弥富工場（愛知県弥富市）[7]
- 知多北工場（愛知県知多市）[7]

## 関連会社
- 東明エンジニアリング株式会社[8]
  - 株式会社ハイテックシステムズ[8]
  - クオリテック株式会社[8]
- 東明産業株式会社[8]
  - 株式会社ASTYLE[8]
- TIP composite株式会社[8]
  - 株式会社ジーエイチクラフト[8]
- 加藤鉄工株式会社[8]
- TOHMEI CANADA INC.